# ديتمار برتشتولد
ديتمار برتشتولد (بالألمانية: Dietmar Berchtold)‏ هو لاعب كرة قدم نمساوي في مركز الوسط، ولد في 6 أغسطس 1974 في بلودنز في النمسا. لعب مع ألمانيا آخن وغراتزر أي كاي وفارول كونستانتسا وفالدهوف مانهايم ولاسك لينتس ونادي أبولون سميرني ونادي باوك ونادي بوخوم ونادي رييد ونادي غروديغ ونادي فينر.

## وصلات خارجية
- ديتمار برتشتولد على موقع قاعدة بيانات كرة القدم.إي يو (الإنجليزية)
- ديتمار برتشتولد على موقع بيانات كرة القدم. دي إي (الألمانية)
- ديتمار برتشتولد على موقع عالم كرة القدم.نت (الإنجليزية)